# Mohamed Lakhdar Essaihi
 (juin 2023).
La mise en forme du texte ne suit pas les recommandations de Wikipédia : il faut le « wikifier ».
Les points d'amélioration suivants sont les cas les plus fréquents. Le détail des points à revoir est peut-être précisé sur la page de discussion.
- Les titres sont pré-formatés par le logiciel. Ils ne sont ni en capitales, ni en gras.
- Le texte ne doit pas être écrit en capitales (les noms de famille non plus), ni en gras, ni en italique, ni en « petit »…
- Le gras n'est utilisé que pour surligner le titre de l'article dans l'introduction, une seule fois.
- L'italique est rarement utilisé : mots en langue étrangère, titres d'œuvres, noms de bateaux, etc.
- Les citations ne sont pas en italique mais en corps de texte normal. Elles sont entourées par des guillemets français : « et ».
- Les listes à puces sont à éviter, des paragraphes rédigés étant largement préférés. Les tableaux sont à réserver à la présentation de données structurées (résultats, etc.).
- Les appels de note de bas de page (petits chiffres en exposant, introduits par l'outil «  Source ») sont à placer entre la fin de phrase et le point final[comme ça].
- Les liens internes (vers d'autres articles de Wikipédia) sont à choisir avec parcimonie. Créez des liens vers des articles approfondissant le sujet. Les termes génériques sans rapport avec le sujet sont à éviter, ainsi que les répétitions de liens vers un même terme.
- Les liens externes sont à placer uniquement dans une section « Liens externes », à la fin de l'article. Ces liens sont à choisir avec parcimonie suivant les règles définies. Si un lien sert de source à l'article, son insertion dans le texte est à faire par les notes de bas de page.
- La présentation des références doit suivre les conventions bibliographiques. Il est recommandé d'utiliser les modèles {{Ouvrage}}, {{Chapitre}}, {{Article}}, {{Lien web}} et/ou {{Bibliographie}}. Le mode d'édition visuel peut mettre en forme automatiquement les références.
- Insérer une infobox (cadre d'informations à droite) n'est pas obligatoire pour parachever la mise en page.

Pour une aide détaillée, merci de consulter Aide:Wikification.
Si vous pensez que ces points ont été résolus, vous pouvez retirer ce bandeau et améliorer la mise en forme d'un autre article.
Muhamad Al akhdar Assaihi (octobre 1918 à Touggourt - 11 juillet 2005 à Alger) est un poète, écrivain et animateur algérien. 

## Biographie
Il est né en octobre 1918 dans le village d’Al-Âlia, dâira de Hdjira (Touggourt, W. Ouargla). Il apprit le Coran grâce aux chouyoukh de son village, dont Mohamed Ben Ezzaoui et Belkacem Chethouna. Il l’enseigne par la suite aux enfants de son village durant plus de deux ans.
Épris de savoir, il se rend à Guerara pour devenir, deux ans durant, le disciple du chaikh Bayûdh.  En 1935, il quitte l’Algérie en direction de Tunis pour poursuivre ses études jusqu’à 1939 à l’Université Zaitûna. Il revient à Touggourt.
Durant la Seconde Guerre mondiale, il tente de quitter la région, mais les autorités coloniales françaises le reconduisent.  
À Touggourt, il participe  avec un groupe de jeunes à l’association d’arts dramatiques 'Al-Amal' (Espoir) créée par Adamou Brahim, ainsi qu’un groupe de scouts et de l’école El-Falah, qui a formé plusieurs étudiants qui ont poursuivi leurs études à l’université Zaitûna et sont devenus ensuite des enseignants et des hommes de lettres. Il a également fondé l’école Ennadjah dans le village de Tamassine, ainsi qu’une autre école dans le village Beldat Omar où se trouve le mausolée de l’ancêtre de l'arch Awlâd Assaih. 
En 1952, il quitte Batna, où il enseigna quelque temps, pour se rendre à Alger. Il rejoint la Radio nationale en tant que producteur, outre l’exercice de la profession d’enseignant dans plusieurs écoles algéroises, dont le lycée de Kouba (Hassîba Ben Bûali actuellement) et l’école Essaada à Belcourt. Il interrompt la production radiophonique jusqu’à l’Indépendance. 
Après l’Indépendance, il reprend la production radiophonique et il continue à enseigner dans les lycées Ibn Khaldoun et Ethaâlibia jusqu’à sa retraite en novembre 1980. Le poète Mohamed Lakhdar Essaihi, qui publiait sa production dans plusieurs journaux et magazines tunisiens et algériens, a laissé derrière lui, plusieurs ouvrages :
- Hamassat wa Sarakhat, édité par la maison d’édition Ad Djazairia (1967)
- Djamr wa ramâd, édité par la maison arabe du livre en Tunisie (1980)
- Alwân bilâ talwîn, édité par la Société nationale d’édition et de distribution (1976).

Ce dernier ouvrage regroupe les anecdotes qu’il racontait dans son programme radiophonique Alwân, puis Namâdhidj. Ce livre qui a connu un grand succès a été réédité quatre fois.  
- Recueil pour enfants, édité par la Maison du livre d’Alger (1983)
- Islâmiyyât, édité par l’Entreprise nationale du livre (1984).

Le défunt était parmi les membres fondateurs de l’Union des écrivains algériens créée en 1964. Il a occupé le poste de secrétaire général adjoint au troisième congrès (mars 1981). Il a reçu plusieurs distinctions, dont une attestation de mérite remise par le président de la République. Il fut recruté comme poète par Adamou Brahim qui fonda la première troupe théâtrale AlKawkab Attamthîlî AlDjazairi à Touggourt. Il le suivit à Alger et c'est là grâce à son ami qu'il connut Radio Alger.

### Articles de presse
- (ar) « "محمد الأخضر السائحي".. شاعرٌ امتلك قلوب الجزائريين » [« Mohamed Lakhdar Essaihi, un poète qui a conquis le cœur des Algériens »] , sur Elayem News,‎ 9 janvier 2023 (consulté le 25 avril 2025)
- « رحيل محمد الأخضر السائحي: محاولة في تحديث القصيدة الجزائرية » [« Le départ de Mohamed Lakhdar al-Sa'ihi : une tentative de modernisation de la poésie algérienne »] , sur The New Arab,‎ 2 janvier 2023

- Notices d'autorité :   - VIAF
  - ISNI
  - BnF (données)
  - IdRef
  - LCCN
  - Israël